# Conférence nationale des procureurs de la République
 (novembre 2023).
Il peut être nécessaire de l'améliorer pour respecter le principe de neutralité de point de vue. Veuillez consulter la page de discussion pour plus de détails.

 (novembre 2023).
Si vous disposez d'ouvrages ou d'articles de référence ou si vous connaissez des sites web de qualité traitant du thème abordé ici, merci de compléter l'article en donnant les références utiles à sa vérifiabilité et en les liant à la section « Notes et références ».
 (novembre 2023).
 (novembre 2023).
La mise en forme du texte ne suit pas les recommandations de Wikipédia : il faut le « wikifier ».
Les points d'amélioration suivants sont les cas les plus fréquents. Le détail des points à revoir est peut-être précisé sur la page de discussion.
- Les titres sont pré-formatés par le logiciel. Ils ne sont ni en capitales, ni en gras.
- Le texte ne doit pas être écrit en capitales (les noms de famille non plus), ni en gras, ni en italique, ni en « petit »…
- Le gras n'est utilisé que pour surligner le titre de l'article dans l'introduction, une seule fois.
- L'italique est rarement utilisé : mots en langue étrangère, titres d'œuvres, noms de bateaux, etc.
- Les citations ne sont pas en italique mais en corps de texte normal. Elles sont entourées par des guillemets français : « et ».
- Les listes à puces sont à éviter, des paragraphes rédigés étant largement préférés. Les tableaux sont à réserver à la présentation de données structurées (résultats, etc.).
- Les appels de note de bas de page (petits chiffres en exposant, introduits par l'outil «  Source ») sont à placer entre la fin de phrase et le point final[comme ça].
- Les liens internes (vers d'autres articles de Wikipédia) sont à choisir avec parcimonie. Créez des liens vers des articles approfondissant le sujet. Les termes génériques sans rapport avec le sujet sont à éviter, ainsi que les répétitions de liens vers un même terme.
- Les liens externes sont à placer uniquement dans une section « Liens externes », à la fin de l'article. Ces liens sont à choisir avec parcimonie suivant les règles définies. Si un lien sert de source à l'article, son insertion dans le texte est à faire par les notes de bas de page.
- La présentation des références doit suivre les conventions bibliographiques. Il est recommandé d'utiliser les modèles {{Ouvrage}}, {{Chapitre}}, {{Article}}, {{Lien web}} et/ou {{Bibliographie}}. Le mode d'édition visuel peut mettre en forme automatiquement les références.
- Insérer une infobox (cadre d'informations à droite) n'est pas obligatoire pour parachever la mise en page.

Pour une aide détaillée, merci de consulter Aide:Wikification.
Si vous pensez que ces points ont été résolus, vous pouvez retirer ce bandeau et améliorer la mise en forme d'un autre article.
La conférence nationale des procureurs de la République (CNPR) est une association apolitique ayant pour objet de représenter l’ensemble des procureurs de la République français.
Née en 2002 d’échanges informels entre procureurs éprouvant le besoin de confronter leurs expériences, leurs pratiques et leurs préoccupations, la CNPR a été constituée en association en 2006 . Elle regroupe les procureurs de la République de juridictions de toutes tailles et de toute la France, au-delà des éventuelles appartenances syndicales ou politiques. La CNPR a pour ambition de faire valoir la spécificité du métier, le statut du procureur de la République et de promouvoir le ministère public à la française.

## Organisation
La conférence nationale des procureurs de la République a pour objet de réunir les procureurs de la République des tribunaux judiciaires, qui sont membres de droit de l’association. Elle leur offre un lieu de réflexion et d’échanges sur l’exercice de leurs fonctions de chefs de juridictions.
La CNPR a été conçue dans l’objectif de développer une réflexion collective sur les moyens et les méthodes de gestion efficace des tribunaux, ainsi que dans la mise en œuvre des politiques publiques.
Il s’agit d’une structure ouverte au dialogue permanent avec notamment : le Parlement, la Chancellerie, le Conseil supérieur de la magistrature, les procureurs généraux, les magistrats du siège et les organisations syndicales et professionnelles. Par son activité importante et reconnue à l’égard des professionnels de la justice, elle constitue une force de proposition à l’occasion de l’élaboration de projets législatifs et défend les intérêts moraux et matériels de ses membres.Tous les ans, la conférence nationale des procureurs de la République organise son assemblée générale au cours de laquelle des membres du conseil d’administration sont élus pour un mandat de deux ans. Le CA élit ensuite les membres du bureau.
Il existe trois autres conférences de chefs de juridictions judiciaires, outre la conférence nationale des directeurs de greffe : la conférence nationale des présidents de tribunaux judiciaires (CNPTJ),, la conférence nationale des procureurs généraux (CNPG) et la conférence nationale des premiers présidents (CNPP).

## Représentativité
Au cours de l’assemblée générale d’octobre 2022, 70% des procureurs de la République ont participé aux élections des représentants de la CNPR.

## Activité marquante

### juin 2017 - La CNPR rédige son «livre noir du ministère public»
La CNPR lance un cri d’alarme sur les conditions de travail des parquets, l’insuffisance des effectifs, la question du statut du ministère public (sa nomination, discipline) et l’augmentation du stock des procédures en cours dans les commissariats de police.

### 27 juillet 2021 - Entretien Le Figaro Marie-Suzanne Le Quéau et Eric Mathais: «En matière de délinquance, la justice est le médecin, pas la maladie[13]»
La présidente de la conférence nationale des procureurs généraux et le président de la conférence nationale des procureurs se sont exprimés d’une voix, au nom des magistrats du parquet, pour faire valoir la réalité du métier et défendre le ministère public à la française.

### novembre 2021 - Rédaction des «Dix propositions pour le devenir de la justice pénale»
La conférence nationale des procureurs a adopté en assemblée générale 10 propositions pour le devenir de la justice. Elle demande le renforcement du statut des procureurs afin qu’ils puissent pleinement assurer leurs missions, des moyens supplémentaires pour la justice et les enquêteurs, mais également l’appréhension des causes de la délinquance, la prise en charge des victimes et le développement de la communication judiciaire,.
En formulant ces 10 propositions, la CNPR a l’ambition d’alimenter le débat sur le devenir de la Justice pénale.

#### Proposition 1 – Le statut du parquet: un statut au service d’une indépendance renforcée de la Justice pénale
Malgré sa qualité de magistrat, le procureur français dispose toujours de garanties insuffisantes relatives à ses conditions de nomination. Renforcer le statut des procureurs est une nécessité juridique autant que politique.

#### Proposition 2 – Les moyens: donner enfin aux parquets français les moyens que notre pays mérite
Le sous-investissement de la Justice affecte l’ensemble du fonctionnement de l’institution. A ce titre, un renforcement des moyens donnés à la Justice, tout particulièrement aux procureurs, permettrait d’obtenir des avancées conséquentes,

#### Proposition 3 – Efficacité et simplification de l’enquête et de la procédure pénale: recherche de la vérité et libertés fondamentales, le ministère public au cœur de l’enquête
Il est urgent de reconstruire un cadre d’enquête simplifié, lisible et cohérent,.

#### Proposition 4 – Les enquêteurs: pas de justice pénale sans enquêteurs
La capacité de la justice pénale à juger dépend très étroitement de la capacité de la Police nationale et de la Gendarmerie nationale à mener à bien des enquêtes probantes dans des délais raisonnables. En particulier, le stock de procédures pénales en attente d’investigations s’accroît de manière très préoccupante dans les services d’enquête.

#### Proposition 5 – La prévention la lutte contre la récidive: s’attaquer aux causes de la délinquance plutôt qu’en subir les effets
Pour être efficace, la lutte contre la délinquance ne peut se limiter à la répression des auteurs. Les forces de l’ordre et la justice ne sont que des médecins, pas la maladie.

#### Proposition 6 – Les peines: placer la lutte contre la récidive au cœur du prononcé et de l’exécution des peines
Acteurs publics, société civile et concitoyens s’interrogent ouvertement sur l’efficacité du principe légal de recours privilégié à l’aménagement ou à la conversion des peines d’emprisonnement ferme prononcées par le tribunal. S’il est possible de contester que l’aménagement des peines et le recours à d’autres peines que l’incarcérations peuvent avoir une vertu socialisante indéniable et favorisant dans nombre de cas la prévention de la récidive, cet objectif doit être concilié avec la nécessaire protection des concitoyens.

#### Proposition 7 – Les victimes: une justice qui prenne soin des victimes les plus fragiles
La victime se sent parfois peu considérée, voire oubliée par une procédure pénale qui veille aux droits des mis en cause, alors que la politique d’aide aux victimes d’infractions pénales est depuis toujours une politique portée par le ministère de la Justice.

#### Proposition 8 – Le périmètre du «champ pénal»: dépénaliser pour mieux sanctionner
Il apparaît souhaitable de revisiter le champ pénal des infractions soumises à l’institution judiciaire pour limiter l’intervention des parquets et des juridictions pénales aux faits qui occasionnent les préjudices les plus importants et qui portent le plus sérieusement atteinte au pacte social.

#### Proposition 9 – Le numérique: se donner les moyens de gagner le pari de la transformation numérique
Il est indispensable que le ministère de la Justice se donne véritablement les moyens de réussir le pari de la transformation numérique en matière pénale.

#### Proposition 10 – La communication judiciaire: pour que les procès ne finissent pas toujours par celui de la Justice* (*citation d’André Frossard, académicien)
L’image de la Justice, et plus particulièrement des magistrats, se dégrade progressivement. La Justice subit des attaques et des critiques, le plus souvent en raison d’une méconnaissance de son fonctionnement. Ainsi, il est impératif de permettre à l’institution judiciaire, au sein de chaque juridiction, d’assurer cette mission essentielle d’information du public.

### 19 décembre 2022 - audition de la CNPR à l’Assemblée nationale
La conférence nationale des procureurs est auditionnée par la commission des lois sur la réforme de la police judiciaire. Elle se montre à ce sujet « très attentive à la réforme en cours de la police nationale visant à modifier profondément l’organisation de la filière judiciaire. »

### juillet 2023 - Interventions de Raphaël Balland, président de la conférence nationale des procureurs, à propos du rapport police-justice (Grand Entretien de la matinale RTL[27], 13h de CNEWS, «Le téléphone sonne» France Inter[28], BFM TV, Le Figaro[29])
Après la mise en examen de plusieurs policiers en marge des émeutes à Marseille, le président de la CNPR a déclaré que « nul n’est au-dessus des lois de la République », en précisait qu’une « opposition entre l’indépendance de la justice et l’action des policiers n’a aucun sens. C’est inexact, stupide et dangereux, »
Janvier 2023 - Conférence de presse
La CNPR s’est rendue au tribunal judiciaire de Paris pour tenir sa conférence de resse de rentrée. L’occasion d’évoquer la réforme sur le statut du ministère public. Sa position a été reprise par Rémy Heitz, au cours de son audience solennelle, mais également relayée par la presse nationale.
Selon Rémy Heitz « il ne faut pas qu’un jour, qui viendra peut être, nous ayons à regretter de ne pas avoir réalisé cette réforme. »

## Présidence
Le président de la conférence nationale des procureurs veille au respect des statuts et à la sauvegarde des intérêts moraux de l’association. Il supervise la conduite des activités de l’association et veille au respect des décisions de la direction. Il assure la fonction de représentation de la CNPR, et peut également donner délégation à d’autres membres du Conseil d’administration.

### Liste des présidents de la CNPR
- (anc.) Robert Gelli, procureur de Nîmes

- (2017) Thomas Pison, procureur de Nancy

- (2017 – 2018) Marc Cimamonti, procureur de Lyon

- (2018 - 2021) Eric Mathais, procureur de Dijon

- (2021 - 2022) Jean-Baptiste Bladier, procureur de Senlis

- (2022 - 2024) Raphaël Balland, procureur de Béziers
- (2024 - act.) Damien Savarzeix, procureur de Grasse

## Partenaires
La CNPR entretient des échanges très réguliers avec différents partenaires, notamment :
- La chancellerie engage un dialogue constant avec la CNPR par l’intermédiaire de ses directions (DACG, DSJ, Secrétariat général) ;

- L’Assemblée nationale et le Sénat procèdent très régulièrement à l’audition de la CNPR dans le cadre de missions thématiques ou de projets de lois ;

- Les médias sollicitent la CNPR, qui a l’objectif de jouer un rôle pédagogique dans l’explication du fonctionnement de la justice ;

- Les autres conférences de chefs de juridictions.